# NGC 32

NGC 32 è una stella binaria nella costellazione di Pegaso.

## Scoperta
È una stella doppia di tipo 2. Fu scoperta dall'astronomo tedesco Julius Schmidt nel 1861 utilizzando un rifrattore da 15,75 cm.